# Otto Hackmack
Otto Hackmack (* 14. Februar 1922 in Sande, Kreis Stormarn; † 19. Februar 2016) war ein deutscher Gewerkschafter und Politiker (SPD). Er war von 1970 bis 1974 Senator der Freien und Hansestadt Hamburg.

## Leben

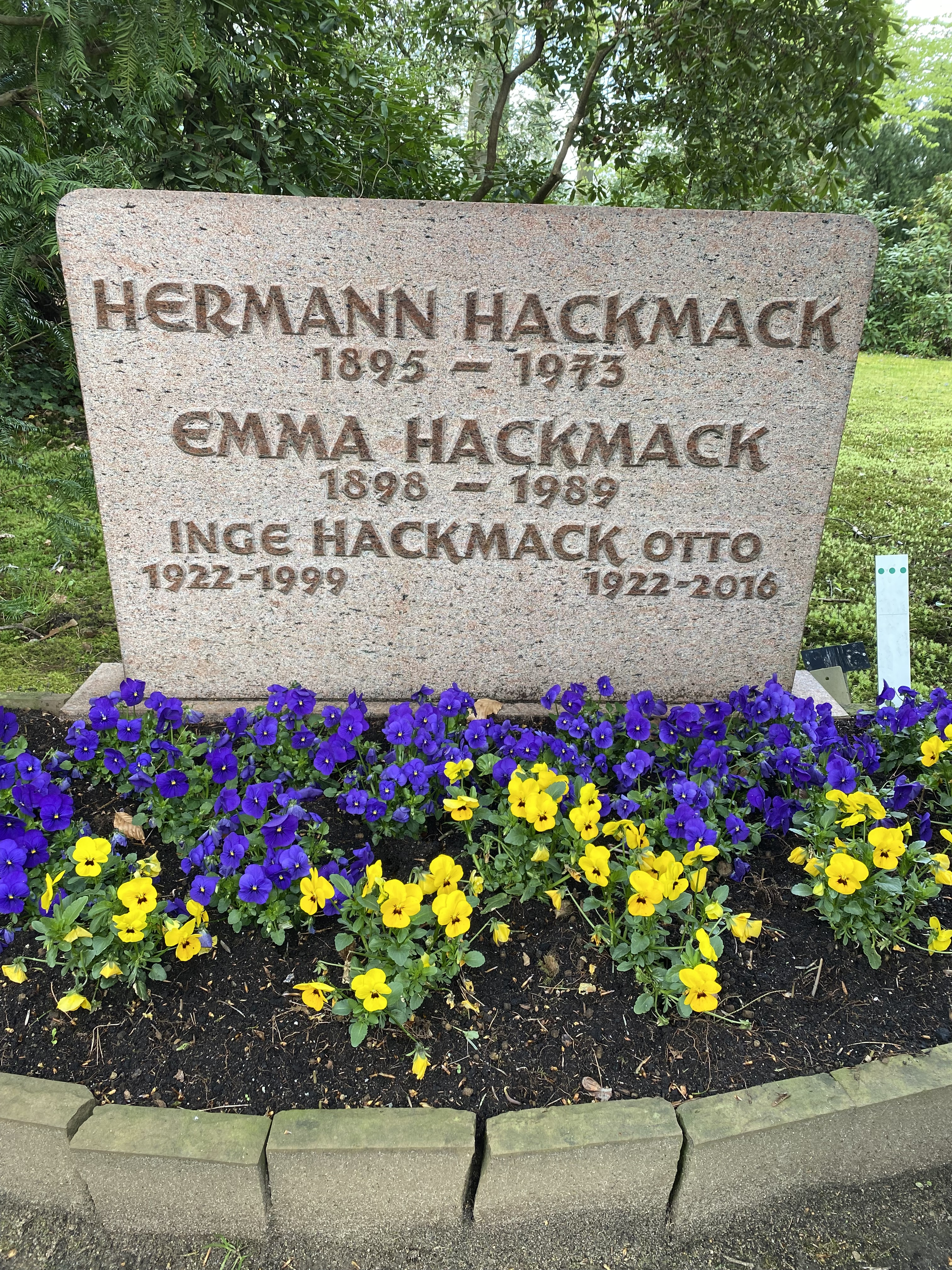
Grabstätte auf dem Friedhof Bergedorf

Nach dem Abitur 1940 am Gymnasium in Reinbek wurde Hackmack zur Wehrmacht eingezogen und leistete Kriegsdienst bei der Infanterie, zuletzt als Unteroffizier. Nach dem Zweiten Weltkrieg nahm er ein Studium der Volkswirtschaftslehre an der Universität Hamburg auf, das er 1949 mit der Prüfung als Diplom-Volkswirt abschloss. Während seines Studiums lernte er seine späteren politischen Weggefährten Helmut Schmidt und Oswald Paulig kennen; mit letzterem verband ihn eine langjährige Freundschaft.
Hackmack war von 1951 bis 1970 bei der Gewerkschaft Nahrung-Genuss-Gaststätten (NGG) angestellt. Er wurde 1962 in den geschäftsführenden Hauptvorstand gewählt und war dort für die Hauptkasse und die Vermögensverwaltung tätig. Von 1975 bis 1984 war er Erster Geschäftsführer der Norddeutschen Treuhand- und Kreditgesellschaft für den Wohnungsbau.
Hackmack trat 1946 in die SPD ein. Bei den Bürgerschaftswahlen 1966, 1970 und 1974 wurde er jeweils in die Hamburgische Bürgerschaft gewählt, der er bis 1978 angehörte. Von 1968 bis 1970 war er Vorsitzender des Haushaltsausschusses und stellvertretender Vorsitzender der SPD-Fraktion.
Hackmack wurde am 22. April 1970 in den von Herbert Weichmann geführten Senat der Freien und Hansestadt Hamburg (Senat Weichmann III) gewählt. Bis zum 31. Dezember 1970 leitete er gemeinsam mit Hans Rau die Finanzbehörde. Er war Beauftragter Senator des Senatsamtes für den Verwaltungsdienst und bekleidete diese Funktion auch nach dem 1. Januar 1971, als er zusätzlich als Präses die neugeschaffene Behörde für Vermögen und öffentliche Unternehmen übernahm. Bis zum 30. April 1974 war er Mitglied des von Peter Schulz geführten Senates (Senat Schulz I). In der Bürgerschaft, sein Mandat ruhte während seiner Zugehörigkeit zum Senat, war er von 1974 bis 1976 erneut stellvertretender Vorsitzender der SPD-Fraktion.
Otto Hackmack war verheiratet und hatte eine Tochter. Seine Grabstätte befindet sich auf dem Friedhof Bergedorf.